# 各種学校規程
各種学校規程（かくしゅがっこうきてい、昭和31年12月5日文部省令第31号）は、学校教育法（昭和22年法律第26号）その他の法令に規定するほか、各種学校を設置するのに必要な基準を定めた文部省（現在の文部科学省）の省令である。